# ميخائيل جنكينز (دبلوماسي)
ميخائيل جنكينز (بالإنجليزية: Michael Jenkins)‏ هو دبلوماسي بريطاني، ولد في 9 يناير 1936، وتوفي في 31 مارس 2013.